# René Cervera García
René Cervera García nació y ha vivido principalmente en la Ciudad de México.  Es Sociólogo y político mexicano, estuvo afiliado al Partido de la Revolución Democrática militancia a la que renunció en marzo de 2015, actualmente es Director General de la Fundación Equidad y Progreso.  

## Biografía
René Cervera García nació en la Ciudad de México el 16 de octubre de 1959; estudió la primaria y la secundaria en escuelas públicas y la preparatoria en la Universidad La Salle. Es licenciado en sociología por la Universidad Autónoma Metropolitana y Maestro en Planeación Social por la London School of Economics and Political Science. En Washington estudio Gerencia Social y Diseño de Políticas Sociales en el programa de INDES-BID y en la Universidad Autónoma de Madrid realizó estudios de especialización en historia de América Latina.
Tiene en su currículo un extenso número de cursos y diplomas en materia de administración y planeación.

## Trayectoria profesional
A lo largo de treinta años de vida profesional René Cervera García ha realizado actividades relacionadas con el diseño, implantación y evaluación de políticas y programas sociales, en los sectores público y privado, así como en organizaciones no gubernamentales.
Tiene más de dieciséis años de experiencia en el servicio público donde ha ocupado cargos tanto en el Gobierno Federal como en el de la Ciudad de México. Entre otras actividades ha sido Jefe del Departamento de Planteamientos Estatales de la Secretaria de Programación y Presupuesto, en la Subsecretaría de Desarrollo Regional. También fue subdirector de Información y Análisis en la Secretaría de Desarrollo Urbano y Ecología. Igualmente ha sido Director de Coordinación, Apoyo y Supervisión y Director de Política Poblacional del entonces Departamento de Distrito Federal, donde también se desempeñó como asesor del Secretario General del Gobierno.
En el sector privado ha sido director de una empresa Consultora en materia de Políticas Públicas, así como Coordinador de Planeación y Contralor Académico de la Universidad La Salle. En esta última fue responsable de los procesos de modernización académica y administrativa así como del diseño de la Universidad La Salle en Netzahualcoyotl.
En el sector no gubernamental fue asesor de la Dirección General del Centro Mexicano de Instituciones Filantrópicas.
Por su formación personal y profesional, así como por su experiencia laboral, tiene una amplia experiencia en el diseño, análisis y planeación de políticas orientadas al desarrollo social y al servicio público, así como en su instrumentación institucional, lo que además le ha permitido realizar tareas de concertación social para la aplicación de programas de desarrollo urbanos y una amplia actividad en tareas de planeación, estrategia y coordinación institucional e intrainstitucional.
De 2006 a 2010, René Cervera ocupó el cargo de Jefe de la Oficina de la Jefatura de Gobierno del Distrito Federal donde realizó labores de coordinación y supervisión de las áreas administrativas bajo control directo del Jefe de Gobierno, en la gestión del licenciado Marcelo Ebrard Casaubon en la ciudad de México.
En agosto de 2010, Cervera García inicia la Fundación Equidad y Progreso, organización ciudadana que desde entonces también dirige, y que  busca construir e impulsar junto con la sociedad civil una propuesta basada en la justicia social y valores democráticos para contribuir a la unidad de los mexicanos, reducir las desigualdades, solucionar los profundos problemas actuales de México y a trazar un rumbo para un verdadero progreso nacional.